# Tiquet de caixa

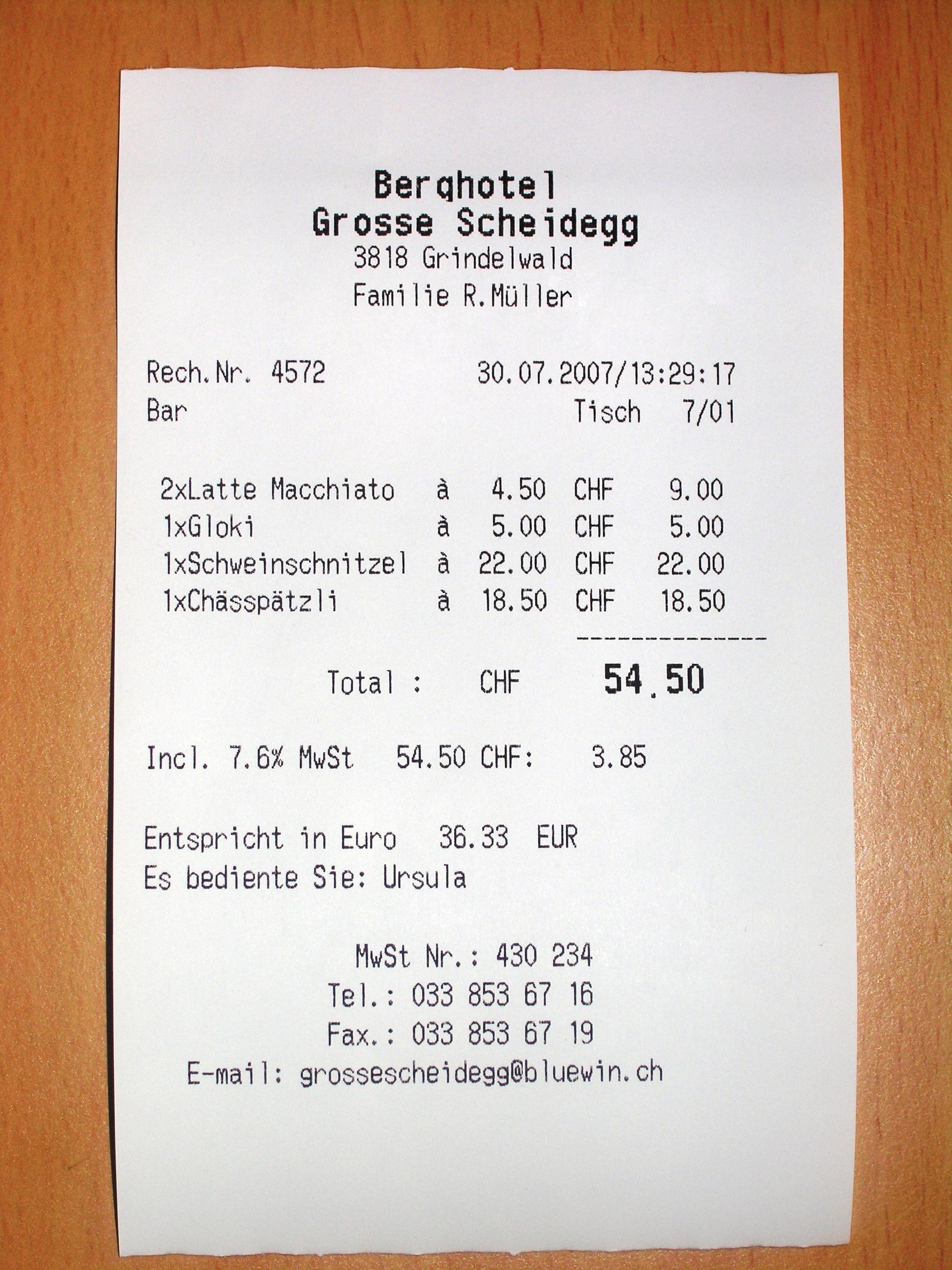
Un rebut d'un restaurant suís.

Un tiquet de caixa és un rebut que els comerços detallistes lliuren a cadascun dels seus clients en forma de tira de paper impresa per la caixa registradora, en què apareix el resum de les compres i la suma que van pagar. També s'emeten rebuts en restaurants i pubs sota el nom d' a més, i en bancs i caixers automàtics per notificar transaccions. De vegades, en el cas de transaccions irregulars, o en absència de terminal (en cas d'avaria o en comerços que no es poden permetre aquest equip), els bitllets es poden escriure a mà.
És un comprovant de compra (però no una factura). Per tant, cal presentar-lo en el marc, per exemple, de l'intercanvi o la recuperació d'un producte . Quan el producte es compra per ser ofert, cal, perquè la persona que rep el regal pugui portar-lo de tornada en cas de problema, que li lliuri el rebut. ; no obstant això, el fet que el preu de compra figuri en aquest tiquet és delicat, per la qual cosa alguns comerços ofereixen tiquets de caixa especialment previstos a aquest efecte, en què no apareix el preu ; en general, el mitjà d'autenticació d'una possible devolució és un codi de barres escrit al tiquet, que permet al comerciant trobar informació relativa a la transacció en una base de dades.

## Descripció
Les diferents dades que poden aparèixer en un tiquet són:
- la llista de compres, presentada en forma de columnes : nom de cada producte, preu unitari i nombre d'unitats si són diverses ;
- la suma total ;
- alguna promoció aplicada ;
- el percentatge i la suma dels impostos, així com el servei en el cas d'un restaurant ;
- el nom de l'empresa, les dades de contacte (adreça postal i electrònica, número de telèfon i fax, lloc web, etc.), així com el seu horari d'obertura ;
- data i hora de compra ;
- el número de taula en un restaurant ;
- la identitat o un codi que identifica el caixer o el venedor (o el cambrer en un restaurant) ;
- el mètode de pagament elegit pel client ;
- en el cas d'un pagament en efectiu, la quantitat presentada pel client i el canvi que se li torna ; aquest no és el cas quan el distribuïdor dona el canvi comptant el cap. (sol ser el cas en botigues d'abarrots, carnisseries, fleques, benzineres. . . )
- un nombre de transacció ;
- qualsevol missatge, com publicitat o anunci d'una operació promocional (possiblement amb un cupó o codi promocional ), o detalls relacionats amb la garantia o el servei postvenda ;
- un codi secret per activar el digicode que limita l'accés als lavabos, en determinats establiments de menjar ràpid

Els rebuts solen ser monocromàtics, però amb els avenços tecnològics, alguns s'imprimeixen a color i ambdues cares.
El sistema informàtic de les caixes es pot connectar al dispositiu de videovigilància, de manera que quan un client va a la caixa, el tiquet de caixa corresponent queda incrustat, en directe, a les imatges que es retransmeten al lloc de seguretat, per permetre als agents per comprovar que tot coincideixi i que no s'hagi robat res.

## Legislació
A França, el decret n83-50/A estableix que « tot servei ha d'estar subjecte, tan aviat com s'hagi prestat i, en tot cas, abans del pagament del preu, a l'emissió d'un tiquet de caixa quan el preu del servei sigui superior o igual a 25 € (IVA inclòs). En les prestacions de servei amb un preu inferior a 25 € (IVA inclòs), l'emissió del tiquet de caixa és opcional, però cal lliurar-la al client si ho demana».

## Tiquet digital[5]
La llei AGEC, també coneguda com a llei anti-residus i d'economia circular, obliga els comerciants a partir de l'1 de gener del 2023 a deixar d'imprimir sistemàticament el rebut. Per tant, el client estarà obligat a sol·licitar explícitament la impressió d'aquest últim.
Per anticipar-se a aquest desenvolupament legislatiu i oferir noves experiències a comerciants i consumidors, KillBills pren cartes a l'assumpte des de 2021 oferint una solució gratuïta per a consumidors i comerciants respectant al màxim les dades personals dels usuaris.

## Medi ambient
La majoria dels rebuts no utilitzen tinta externa per imprimir-se. És el propi paper el que el conté, del tipus paper tèrmic . En escalfar el paper, es torna negre. A continuació, només cal escalfar les zones triades amb capçals d'escriptura tèrmica per "imprimir" el tiquet.
La majoria dels tiquets contenen bisfenol A (però alguns proveïdors ofereixen tiquets sense bisfenol i amb certificació ecològica FSC). El 2011, es va considerar prohibir el bisfenol A (BPA), que és un disruptor endocrí que pot travessar la pell o contaminar l'aigua de les plantes papereres encarregades de reciclar el paper usat (fins a 440 mg/L d'aigua de salaó per a papers tèrmics . També inclou M-terfenil, 4-bencilbifenil, 1,2-bis (3-metilfenoxi) età i bencil 2-naftil èter, quatre productes sensibles a la calor utilitzats en aquests papers especials. Alguns supermercats han començat a substituir-lo per bisfenol S (BPS), cosa que no és necessàriament una bona solució segons Gérard Bapt (metge i president del grup) Salut Ambiental "de l' Assemblea Nacional " que recorda que aquest substitut del bisfenol no ha estat objecte d'estudis suficients per garantir la seva seguretat hormonal, i que dos estudis japonesos (2005, 2006) van demostrar que el BPS també ho és “un disruptor endocrí”, menys que el BPA, però que es degrada” molt més lent que el BPA en ambients aquàtics i molt malament a l'aigua del mar on ho porten els rius.
El 19 maig 2011, el Senat de Bèlgica va proposar prohibir-ho en rebuts i rebuts de targetes de crèdit. L'1 de gener del 2013, el bisfenol A va ser prohibit a Bèlgica per a envasos d'aliments destinats a nens petits. Ha estat generalment substituït per bisfenol S (BPS) i bisfenol F, també disruptors endocrins.